# 玉野哲也
玉野 哲也（たまの てつや　1972年 - ）は、日本のアートディレクター、グラフィックデザイナー。
（2015年 - )福井工業大学環境情報学部デザイン学科教員。

## 人物
東京都出身。武蔵野美術大学視覚伝達デザイン学科卒業後、ベネトンのコミュニケーションリサーチセンターファブリカ（イタリア）にて、オリビエーロ・トスカーニと活動をする。ヴィジュアルマガジン『COLORS』のアートディレクターを務める。日本に帰国後は独立、国内でも数々の作品を手がけている。
驚いたときに発する口癖は、「ﾌｫﾙﾃｯｼﾓ」である。